# Ciandur
Ciandur is een bestuurslaag in het regentschap Pandeglang van de provincie Banten, Indonesië. Ciandur telt 2550 inwoners (volkstelling 2010).